# The Gordons (Autorenduo)
The Gordons ist das Pseudonym des Autorenduos, bestehend aus Gordon Gordon (* 2. März 1906 in Anderson, Indiana; † 14. März 2002) und Mildred Gordon (* 24. Juni 1912 in Kansas; † 3. Februar 1979 in Tucson, Arizona). 
Gordon Gordon studierte zusammen mit Mildred Nixon an der University of Arizona und heiratete sie 1932. Nach dem Studium bekam Gordon eine Anstellung in der Redaktion der Tageszeitung Tucson  Citizen. 1935 wechselte er in die Redaktion der Filmfirma 20th Century Fox und blieb dort bis 1942. Von dort engagierte ihn die Heimatschutzbehörde und bis Kriegsende arbeitete Gordon bei der Spionageabwehr. 
Mildred Nixon hatte u. a. Pädagogik studiert und arbeitete nach ihrem Studium auch einige Zeit als Lehrerin. Nach ihrer Heirat begann sie für die Nachrichtenagentur United Press zu arbeiten. Für einige Zeit fungierte sie auch als Herausgeberin der Zeitschrift Arizona Highways. 
Die ersten literarischen Versuche von Gordon und Mildred Gordon reichen in ihre Studentenzeit zurück. Nach den ersten erfolgreichen Veröffentlichungen erschienen ihre Werke fast ausschließlich in Gemeinschaftsarbeit. 
Nachdem Mildred Gordon 1979 gestorben war, heiratete Gordon Gordon am 16. März 1980 in zweiter Ehe Mary Dorr. 

## Rezeption
Von ihrem Werk ist vor allem die Trilogie um Kater D.C. hervorzuheben. Die Romane wurden vom Publikum wie auch von der offiziellen Kritik hoch geschätzt und später auch kongenial verfilmt. Neben etlichen Standalones sei hier noch der Zyklus um den Protagonisten „John Ripley“ erwähnt.   

## Werke (Auswahl)
Standalones
- Beeile Dich zu leben („Make haste to live“, 1950). Goldmann, München 1968.
- Hallo ... wer dort? Kriminalroman („The case of the Talking Bug“, 1955). Goldmann, München 1967.[1]
- Der Weg zu Meg. Kriminalroman („The big frame“, 1957). Goldmann, München 1967.
- Tiger im Nacken. Roman („Tiger on my back“, 1960). Heyne, München 1961.
- Lösegeld für Sheri. Kriminalroman („Menace“, 1962). Goldmann, München 1969 (früherer Titel Der Mitternachtsteufel).
- Kampf um Macht. Kriminalroman („Power Play“, 1965). Goldmann, München 1976, ISBN 3-442-03183-4.
- Die Nacht vor der Hochzeit. Kriminalroman („Night before the Wedding“, 1969). Goldmann, München 1971.
- Der Informant. Kriminalroman („The informant“, 1973). Goldmann, München 1976, ISBN 3-442-04564-9.
- Feuerprobe. Kriminalroman („The ordeal. A novel of suspense about a plane crash and a search for a Million Dollars“, 1976). Goldmann, München 1977, ISBN 3-442-04670-X.
- Letzter Brief an Cathy. Kriminalroman („Night after the wedding“, 1979). Goldmann, München 1980, ISBN 3-442-04898-2.

Kater D.C. Trilogie
- Kater D.C. und der Geheimagent des FBI („Undercover Cat“, 1963). Richarz-Verlag, St. Augustin 1978, ISBN 3-88345-016-2 (früherer Titel Alles für die Katz).
- Geheimauftrag für Kater D.C. Kriminalroman („Undercover Cat prowls again“, 1966). Goldmann, München 1968.
- FBI-Aktion „Schwarzer Kater“. Kriminalroman („Catnapped!“, 1974). Goldmann, München 1977, ISBN 3-442-04661-0.

John-Ripley-Zyklus
- FBI-Auftrag. Kriminalroman („FBI Story“, 1950). 3. Aufl. Goldmann, München 1982, ISBN 3-442-03053-6.
- FBI-Akten. Kriminalroman („Case File: FBI“, 1953). 3. Aufl. Goldmann, München 1978, ISBN 3-442-02260-6.
- Sturm über Arizona („Captive“, 1957). Goldmann, München 1967.
- Der letzte Zug. Kriminalroman („Operation Terror“, 1961). Goldmann, München 1968.
- Race for the golden tide. Doubleday, Garden City, N.Y. 1983, ISBN 0-3851-7901-4.
- The Hong Kong Affair. Dover Hill Press, San Francisco 1998, ISBN 0-9643-3243-4.
- It could happen. Dover Hill Press, San Francisco 2000, ISBN 0-9643-3245-0.

## Verfilmungen
- Robert Stevenson: Alles für die Katz („That darn cat“). 1965 (nach dem gleichnamigen Roman).

Remake 1997: Bob Spiess (Regie): Dieser verflixte Kater.
- Arnold Laven (Regie): Drei dunkle Straßen („Down three dark streets“). 1954 (nach dem Roman Case File: FBI).
- William A. Seiter (Regie): Beeil Dich zu leben („Make haste to live“). 1954 (nach dem gleichnamigen Roman).
- Blake Edwards (Regie): Der letzte Zug („Experiment in terror“). 1962 (nach dem gleichnamigen Roman).